# Keiko Ogawa
Keiko Ogawa (Tòquio, Japó, 28 de juliol de 1974) és una pintora realista japonesa que viu i treballa a Barcelona des del 2005.

## Biografia
Keiko Ogawa va néixer a Tòquio. La seva família de seguida es va traslladar a Fujisawa, un poble costaner a la prefectura de Kanagawa. Hi va créixer fins a l'edat de 19 anys, l'any 1993, quan la família es va traslladar de nou a Tòquio. A la seva ciutat es va iniciar en la pintura en l'estudi del professor Goro Suguita, l’any 1998, entre la figuració i l'abstracció. L'any 2004, en un viatge a Laos, va conèixer Albert Vidal, pintor realista català, amb qui es va casar posteriorment. Un cop a Barcelona, on arribà el 2005, la seva pintura ha anat evolucionant cap a un realisme intimista.

## Obra pictòrica
Tot sovint els seus quadres representen figures soles –entre les quals hi ha molts autoretrats– situades en interiors silenciosos. Hi destaquen finestres i balcons com a fonts de llum, lavabos i cuines, o l'enrajolat hidràulic propi dels pisos de l'Eixample barceloní, en un color de vegades agosarat i càlid. Un cert ordre geomètric de l‘espai contrasta amb l’aspecte mig esbossat de les obres, que confereix als llocs una atmosfera vibrant i alhora harmoniosa. La seva pintura retrata uns espais en què la mirada de l'espectador pot reflectir-se, com en un mirall, en la figura humana que hi apareix. Així, s'ha dit que la pintura de Keiko Ogawa transmet intimitat i calma, reflexió i silenci, espiritualitat o malenconia en un entorn urbà i bell, poques vegades retratat.
Ogawa ha exposat a Tòquio, Montpeller, Madrid, Chicago, i arreu de Catalunya: Barcelona, Terrassa, Sant Feliu de Guíxols, Lleida, Rubí, Mataró, Girona o Pals.

## Exposicions destacades[1]
2021 
- “Petits cosmos”, Galeria Jordi Barnadas, Barcelona (individual).
- “Assaig sobre la vida”, amb Albert Vidal, Espai de la galeria Factoria Cultural, Terrassa.

2020 
- “L’interior”, Casa Irla, Sant Feliu de Guíxols (individual).
- Art Karlsruhe, Fira d’art, Karlsruhe (Alemanya).
- “Noves obres d’artistes de la galeria”, Galeria L’Ancien Courrier, Montpeller (França).
- “Les nostres artistes”, Galeria El Claustre, Girona.

2019 
- “Trama i Ordit”, Galeria Espai G d’Art, Terrassa (individual).

2017 
- “Temps aturat”, Galeria Jordi Barnadas, Barcelona (individual).
- “Interiors i exteriors”, amb Shigeyoshi Koyama, Galeria Espai Cavallers, Lleida.
- “Tarannàs: La Realitat”, La Destil·leria, Mataró.

2016 
- “Tan lluny tan a prop”, amb Albert Vidal, Galeria Espai G d’art, Terrassa.
- “En femení”, Galeria Espai Cavallers, Lleida.

2015 
- “Volver”, amb Fernando Alday, Galeria Jordi Barnadas, Barcelona.

2013 
- “Música”, Galeria Jordi Barnadas, Barcelona (individual).
- “Realitats”, Espai d’Art La Claraboia, Rubí (individual).

2012 
- “Keiko Ogawa”, Hotel Gran Marina, Barcelona (individual).
- “Retrats de Barcelona”, Sala d'exposicions Àlex García, Barcelona (individual).
- “Tres Continents”, Galeria Jordi Barnadas, Barcelona.

2011 
- “Keiko Ogawa”, Taller de pintura passatge Núria, Barcelona (individual).
- “Nadal”, Galeria Espai G d'Art, Terrassa.

2010 
- Col·legi d’Aparelladors-Delegació del Maresme, Mataró (individual).

2009 
- Galeria AMAH, Pals.

2005 – 2000 
- “31th -26th Tòquio-ten”, Tòquio Museu Metropolità, Tòquio.

2000 
- Galeria Nittatsu, Tòquio.